# Sonatas para piano de Skriabin

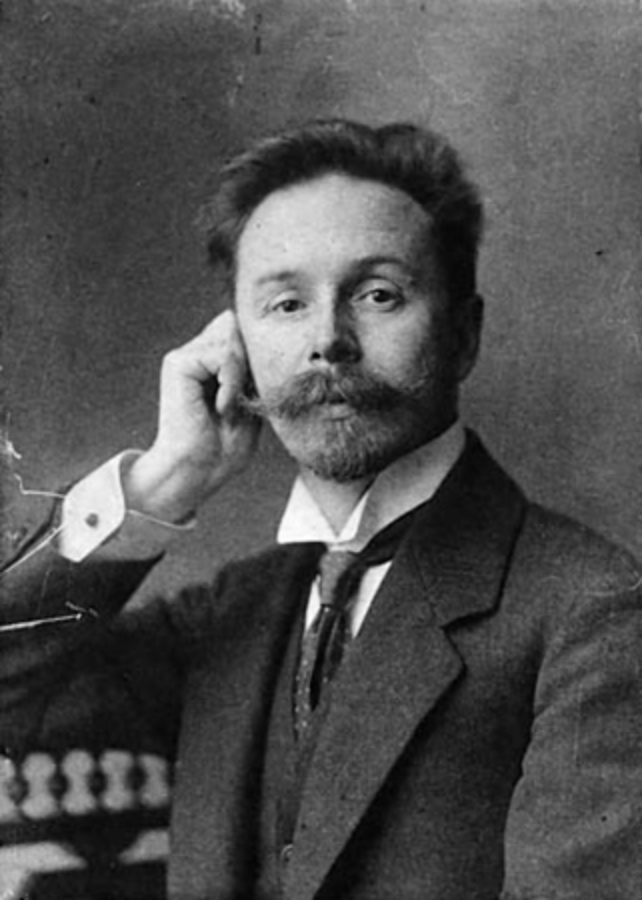
Alexandr Skrjabin

Aleksandr Skriabin compuso 12 sonatas para piano, dos de las cuales fueron editadas póstumamente.
Skriabin y Serge Prokófiev supieron dar nueva vida a la sonata para piano a comienzos del siglo XX. Mientras que Prokófiev retuvo la forma sonata tradicional, Skriabin se permitió más libertad sobre la forma, dando a sus obras una mayor sensación poética.
De forma más o menos clásica para las primeras, se apretarán progresivamente, comprendiendo las últimas seis un solo movimiento. Frecuentador de círculos teosóficos y apasionado de la filosofía, Scriabin desarrolló, a partir de 1907 ( 5ª sonata ), un lenguaje armónico donde se mezclan la mística, el éxtasis, los sueños y los colores. Si el tono sigue presente en la 5ª sonata, solo hace apariciones lejanas a partir de la 6ª sonata.

## Sonata-Fantasía en sol sostenido menor (póstuma)
Compuesta en agosto de 1886 , fue publicada póstumamente en 1940. Era la primera sonata de Skriabin, escrita en un solo movimiento y está dedicada a Natalya Sekerina, su amor de juventud.

## Sonata en mi bemol menor (póstuma)
Compuesta entre 1887 y 1889, esta sonata es una obra ambiciosa y larga, su segundo movimiento quedó inacabado ya que la página del manuscrito ha sido rota, dejando al intérprete libre de sus elecciones para la conclusión del segundo movimiento que conduce hábilmente al tercero. Sus movimientos son:
- Allegro apassionato
- Andantino
- Presto

## Sonata n.º 1 en fa menor op. 6
La primera sonata publicada durante su vida, fue escrita entre 1891 y 1892 en cuatro movimientos. Su ejecución dura algo menos de veinte minutos. Su construcción es cíclica, con el tema principal expuesto de múltiples maneras. Es una obra brillante, heroica, fuertemente marcada por la influencia de Frédéric Chopin. Sus movimientos son:
- Allegro con fuoco
- Andante
- Presto
- Funeral

## Sonata n.º 2 en sol sostenido menor op. 19
Apodada "sonata-fantasía", fue escrita en 1897 en dos movimientos que se interpretan sin interrupción. Su ejecución dura poco más de diez minutos. De inspiración marítima según algunos, su primer movimiento puede evocar el movimiento del mar y el segundo inspirar una tempestad. Sus movimientos son:
- Andante
- Finale: presto

## Sonata n.º 3 op.23 en fa sostenido menor "Estados de ánimo"
Escrita entre 1897 y 1898, consta de cuatro movimientos. Su ejecución dura poco más de veinte minutos. La evolución del estilo de Skriabin, ya de por sí mesiánico, es perceptible en esta sonata de ritmos tensos, contrastados con pasajes líricos. La obra marca el final del período romántico del compositor. Sus movimientos son:
- Dramático
- Alegretto
- Andante
- Presto con fuoco

## Fantasía en si menorop. 28
La Fantasía en si menor de Aleksander Skriabin, op. 28, fue escrita en 1900. Es un movimiento  único de forma sonata que cierra la brecha entre la tercera y la cuarta sonata del compositor.
Skriabin escribió esta pieza durante un período improductivo desde el punto de vista compositivo durante su permanencia como profesor de piano en el Conservatorio de Moscú. A pesar de las implicaciones de libertad e improvisación que conlleva el título de "Fantasía", la obra es en realidad una sonata-allegro bastante clara. La primera edición fue publicada por Belaieff.

## Sonata n.º 4 en fa sostenido mayor op. 30
Escrita en 1903, en dos movimientos, esta sonata marca el período de transición de Skriabin, ya muy involucrado en la filosofía. Su ejecución dura solo unos siete minutos. Skriabin describió esta obra como: "El vuelo del hombre hacia las estrellas, símbolo de la felicidad". Es una composición alegre, sin tormentos ni depresión. Sus movimientos son:
- Andante
- Prestissimo volando

## Sonata n.º 5 en fa sostenido mayor op. 53
Compuesta poco después de su Poema del éxtasis, en 1907, consta de un solo movimiento. Su ejecución dura unos diez minutos. Skriabin rompe aquí definitivamente con la forma clásica de la sonata, y se encuentra en la frontera del atonalismo, enfatizando las armonías, los colores y el ritmo. Los cambios cromáticos y el frenesí son muy característicos de Skriabin.

## Sonata n.º 6op. 62
Escrita entre 1911 y 1912, tiene un solo movimiento y está centrada en el mundo de los sueños. Su ejecución dura de diez a doce minutos. Hay una sucesión de imágenes mágicas, de horror, de alegría triunfante y de derrumbe repentino. Desaparece la tonalidad, se renueva el lenguaje armónico a base de acordes de séptima y novena, a los que se añaden cuartas aumentadas, amplificando la disonancia.

## Sonata n.º 7 "Misa blanca" op. 64
Es apodada "misa blanca". Fue escrita entre 1911 y 1912 en un solo movimiento. Su ejecución dura algo menos de diez minutos. Aporta alegría y se acerca a la mística tan buscada por Skriabin. Por su estructura, brota de la oscuridad misteriosa hacia alturas claras y hacia armonías cada vez más disonantes.

## Sonata n.º 8 op. 66
Comenzada en 1912, fue completada en el verano de 1913 al mismo tiempo que las dos últimas sonatas. En un solo movimiento, su ejecución dura unos diez minutos. Esta sonata está muy cerca de la 5ª sonata y contiene ideas pertenecientes a la 6ª y 7ª sonata, en un lenguaje un poco más refinado.

## Sonata n.º 9 "Misa negra" op. 68
La Sonata para piano n.º 9 completada en el verano de 1913 con las sonatas n.º 8 y n.º 10, es apodada "Misa negra". Consta de un solo movimiento y su ejecución dura algo menos de diez minutos. Representa una auténtica pesadilla, en la que un motivo que se puede considerar satánico inunda el ambiente musical. La indicación de tiempos del compositor es la siguiente:
- Moderato cuasi andante - Molto meno vivo - Allegro molto - Alla marcia - Allegro - Presto

## Sonata n.º 10 op. 70
Completada en el verano de 1913, tiene un solo movimiento. Su ejecución dura unos doce minutos. En contraste con el carácter demoníaco de la sonata anterior, ésta, con una claridad casi cegadora, es un homenaje a la naturaleza.

## Discografía
Varios intérpretes han grabado las sonatas para piano completas de Skriabin (con o sin las dos sonatas póstumas), incluidos Vladimir Ashkenazy, Ruth Laredo, Roberto Szidon, Marc-André Hamelin, Michael Ponti (que grabó la obra completa para piano), Maria Lettberg (también grabación completa de las obras de piano), Håkon Austbø, Igor Zhukov y John Ogdon, que es la interpretación que se considera de referencia de estas obras.  